# CKV Rust Roest
CKV Rust Roest is een christelijke korfbalvereniging in de Nederlandse stad Eindhoven, waarbij de leden op zaterdag spelen. Rust Roest is de op een na grootste korfbalvereniging in het zuiden, met ruim 300 leden. Zowel prestatie als gezelligheid zijn belangrijke speerpunten voor de vereniging.
In seizoen 2015/2016 speelt Rust Roest zowel in de zaal als op het veld overgangsklasse . De junioren spelen in de overgangsklasse.

## Historie
De Christelijke Korfbal Vereniging (CKV) Rust Roest werd op 11 april 1931 opgericht. Het was een vereniging op gereformeerde grondslag.
In de beginjaren was het een kleine vereniging, die gedurende een aantal jaren zelfs uit twee delen bestond, die op verschillende plaatsen in Eindhoven korfbalden. In die tijd was het nog allemaal lopen en fietsen. In jaarverslagen uit die tijd valt te lezen dat er zelfs discussie geweest is of het niet eerlijker was om bij toerbeurt in het eerste te spelen.
Na de oorlog is de vereniging langzaam uitgegroeid tot een van de twintig grootste verenigingen in Nederland en de grootste vereniging in het zuiden en sinds ruim 1974 ook de enige zaterdagvereniging in het zuiden.
Na een aantal velden te hebben versleten heeft de vereniging jarenlang op de Herdgang gespeeld totdat deze velden een andere bestemming kregen. Toentertijd is gekozen voor overgang naar de velden aan de Karel Martelweg, die anno 2011 nog steeds worden gebruikt. Een hoogtepunt daar was de ingebruikname van een eigen, uit eigen middelen betaald clubhuis.
Enkele vermeldenswaardige historische feiten:
- Het Hemelvaarttoernooi, waardoor Rust Roest bij zeer veel verenigingen in Nederland bekend is geworden. Dit werd jaarlijks gehouden op de Herdgang. Met het vertrek van de Herdgang naar de Karel Martelweg is dit toernooi verdwenen.
- Het hoogste spelpeil dat de vereniging ooit heeft bereikt is een tweetal jaren hoofdklasse zaal halverwege de zeventiger jaren. Vrijwel jaarlijks wordt door één of meer jeugdploegen meegespeeld om het Nederlands Kampioenschap (veld en/of zaal).
- De overkomst van een groot aantal leden van Odilo, toen deze vereniging werd opgeheven.
- Het jaarlijkse zomerkamp, dat al meer dan veertig jaar wordt georganiseerd en wat bij vrijwel iedereen die ooit heeft deelgenomen zeer plezierige herinneringen oproept.
- De jaarlijkse financiële acties, waarvan bijvoorbeeld de vlooienmarkt (al ruim 25 jaar) uitgroeide tot een complete verenigingshappening.

Over het algemeen kan gedurende al die jaren gezegd worden dat Rust Roest een goed georganiseerde vereniging is met veel vrijwilligers en een sterke ledenbinding. Dit blijkt ook wel uit het feit dat er meer veertig leden al 25 jaar of langer lid zijn.